# Zygosaccharomyces
Genre
Zygosaccharomyces est un genre de levures de la famille des Saccharomycetaceae et ne donnant pas de mycélium, à bourgeonnement multilatéral et ascospores réniformes. Ce sont des anaérobies facultatives, fermentant vigoureusement les sucres et supportant bien l'acidité. Beaucoup supportent bien de fortes concentrations de sucre, d'alcool, d'acide acétique etc.. Ces levures altèrent fréquemment la mayonnaise et les sauces à salades. L'espèce la plus importante est Zygosaccharomyces rouxii.

## Liste des espèces
Selon MycoBank (24 janvier 2023) :
- Zygosaccharomyces acidifaciens W.J.Nick., 1943
- Zygosaccharomyces amoeboideus Kroemer & Krumbholz, 1931
- Zygosaccharomyces bailii (Lindner) Guillierm., 1912
- Zygosaccharomyces barkeri Sacc. & P.Syd., 1901
- Zygosaccharomyces bisporus H.Nagan., 1917
- Zygosaccharomyces casei Sacch., 1932
- Zygosaccharomyces cavarae Rodio, 1921
- Zygosaccharomyces chevalieri Guillierm., 1914
- Zygosaccharomyces chodatii Guyot, 1916
- Zygosaccharomyces cidri (Legakis) Yarrow, 1977
- Zygosaccharomyces citrus Lodder, 1932
- Zygosaccharomyces dairensis H.Nagan., 1917
- Zygosaccharomyces delbrueckii (Lindner) Krumbholz, 1933
- Zygosaccharomyces eupagycus Sacch. ex Kudryavtsev, 1960
- Zygosaccharomyces farinosus (Lindner) Papadakis, 1922
- Zygosaccharomyces favi G.Péter, Čadež & Dlauchy, 2014
- Zygosaccharomyces felsineus Sacch., 1932
- Zygosaccharomyces fermentati H.Nagan., 1928
- Zygosaccharomyces ficicola Chaborski, 1920
- Zygosaccharomyces florentinus T.Castelli ex Kudryavtsev, 1960
- Zygosaccharomyces franciscae Capr., 1958
- Zygosaccharomyces globiformis Kroemer & Krumbholz, 1931
- Zygosaccharomyces gracilis Karamb. & Krumbholz, 1931
- Zygosaccharomyces halomembranis Etchells & T.A.Bell, 1950
- Zygosaccharomyces japonicus Saito, 1909
- Zygosaccharomyces javanicus Kruyff, 1908
- Zygosaccharomyces kombuchaensis Kurtzman, Robnett & Basehoar-Powers, 2001
- Zygosaccharomyces lactis Dombrowski, 1910
- Zygosaccharomyces lentus Steels, C.J.Bond, M.D.Collins, I.N.Roberts, Stratford & S.A.James, 1999
- Zygosaccharomyces machadoi C.A.Rosa & Lachance, 2005
- Zygosaccharomyces major Takah. & Yukawa, 1912
- Zygosaccharomyces major Takah. & Yukawa, 1915
- Zygosaccharomyces mali Negroni
- Zygosaccharomyces manchuricus Saito, 1914
- Zygosaccharomyces marxianus (E.C.Hansen) Guillierm. & Negroni, 1929
- Zygosaccharomyces mellis Fabian & Quinet, 1928
- Zygosaccharomyces mellis-acidi Richter, 1912
- Zygosaccharomyces microellipsoides (Osterw.) Yarrow, 1977
- Zygosaccharomyces miso-alpha Mogi, 1939
- Zygosaccharomyces miso-beta Mogi, 1939
- Zygosaccharomyces mongolicus Saito, 1923
- Zygosaccharomyces mrakii Capr., 1958
- Zygosaccharomyces nadsonii Guillierm., 1918
- Zygosaccharomyces naniwaensis Y.Otani, 1931
- Zygosaccharomyces nectarophilus A.G.Lochhead & Farrell, 1942
- Zygosaccharomyces nishiwakii Guillierm., 1930
- Zygosaccharomyces nussbaumeri A.G.Lochhead & Heron, 1929
- Zygosaccharomyces ochoterenai Rinz, 1935
- Zygosaccharomyces opuntiae Cif., 1923
- Zygosaccharomyces osmophilus (Kreger-van Rij) T.T.S.Matos, J.F.Teixeira, L.G.Matias, A.R.O.Santos, S.O.Suh, Barrio, Lachance & C.A.Rosa, 2020
- Zygosaccharomyces parabailii S.O.Suh, Gujjari, Beres, B.Beck & J.L.Zhou, 2013
- Zygosaccharomyces paradoxus (Bach.-Raich.) Klöcker, 1924
- Zygosaccharomyces pastoris Guillierm., 1919
- Zygosaccharomyces perspicillatus Sacch., 1932
- Zygosaccharomyces picenus Cif. & Verona
- Zygosaccharomyces pini Holst, 1936
- Zygosaccharomyces polymorphus Kroemer & Krumbholz, 1931
- Zygosaccharomyces priorianus Klöcker, 1907
- Zygosaccharomyces pseudobailii S.O.Suh, Gujjari, Beres, B.Beck & J.J.Zhou, 2013
- Zygosaccharomyces rautensteinii Kudryavtsev, 1960
- Zygosaccharomyces ravennatis Sacch., 1932
- Zygosaccharomyces richteri A.G.Lochhead & Heron, 1929
- Zygosaccharomyces rouxii (Boutroux) Yarrow, 1977
- Zygosaccharomyces rugosus A.G.Lochhead & Farrell, 1942
- Zygosaccharomyces sake Suminoe, 1941
- Zygosaccharomyces salsus Takah. & Yukawa, 1912
- Zygosaccharomyces sapae L. Solieri, T.Chand Dakal & P.Giudici, 2013
- Zygosaccharomyces seidelii Brysch-Herzb., 2019
- Zygosaccharomyces shaoshing Takah., 1915
- Zygosaccharomyces siamensis Saks., M.Suzuki, Chantaw., Ohkuma & Lumyong, 2011
- Zygosaccharomyces silvaticus Krassiln., 1954
- Zygosaccharomyces soja Takah. & Yukawa, 1912
- Zygosaccharomyces soya (Saito) Guillierm., 1912
- Zygosaccharomyces thermotolerans Filippov, 1932
- Zygosaccharomyces variabilis Kroemer & Krumbholz, 1931
- Zygosaccharomyces versicolor Sacch., 1933
- Zygosaccharomyces vini H.Nagan., 1928

## Systématique
Le nom correct complet (avec auteur) de ce taxon est Zygosaccharomyces B.T.P.Barker, 1901, que Bertie Barker (d) (1877-1961) orthographie Zygo-saccharomyces dans sa publication de 1901.
Zygosaccharomyces a pour synonymes :
- Zygosaccharis Clem. & Shear, 1931

## Publication originale
- (en) B.T.P. Barker, « A conjugating "Yeast" », Philosophical Transactions of the Royal Society of London, Londres, b, vol. 194,‎ 6 juin 1901, p. 467-485 (ISSN 0962-8436, lire en ligne, consulté le 24 janvier 2023).